# Adigeni (distrikt)
Adigeni (georgiska: ადიგენის მუნიციპალიტეტი: Adigenis munitsipaliteti) är ett distrikt i Georgien. Det ligger i regionen Samtsche-Dzjavachetien, i den centrala delen av landet, 170 km väster om huvudstaden Tbilisi. Antalet invånare är 16 462. Arean är 800 kvadratkilometer. Administrativt centrum för distriktet är orten Adigeni.